# Nathan Brown (ciclista)
Nathan Brown (Colorado Springs, 7 de julio de 1991) es un ciclista estadounidense que fue profesional entre 2010 y junio de 2022.

## Palmarés
2011
- 1 etapa del Tour de Guadalupe

2013
- Tour de Beauce
- 3.º en el Campeonato de Estados Unidos Contrarreloj

## Resultados en Grandes Vueltas y Campeonatos del Mundo
Durante su carrera deportiva consiguió los siguientes puestos en las Grandes Vueltas y en los Campeonatos del Mundo:
| Carrera         | Carrera         | 2020 | 2011 | 2012 | 2013 | 2014 | 2015 | 2016 | 2017 | 2018 | 2019 | 2020 | 2021 | 2022 |
| --------------- | --------------- | ---- | ---- | ---- | ---- | ---- | ---- | ---- | ---- | ---- | ---- | ---- | ---- | ---- |
|                 | Giro de Italia  | —    | —    | —    | —    | —    | 67.º | 48.º | —    | 52.º | 67.º | —    | —    | —    |
|                 | Tour de Francia | —    | —    | —    | —    | —    | —    | —    | 43.º | —    | —    | —    | —    | —    |
|                 | Vuelta a España | —    | —    | —    | —    | 85.º | —    | —    | —    | —    | —    | —    | —    | —    |
| Mundial en Ruta | Mundial en Ruta | —    | —    | —    | —    | —    | —    | —    | Ab.  | —    | —    | —    | —    | —    |

—: no participa

Ab.: abandono

## Equipos
- Bontrager Cycling Team (2010-2013)
  - Trek Livestrong U23 (2010-2011)
  - Bontrager Livestrong Team (2012)
  - Bontrager Cycling Team (2013)
- Garmin/Cannondale/EF (2014-2019)
  - Garmin Sharp (2014)
  - Team Cannondale-Garmin (2015)
  - Cannondale Pro Cycling Team (2016)
  - Cannondale-Drapac Pro Cycling Team (2017)
  - EF Education First-Drapac (2018)
  - EF Education First Pro Cycling Team (2019)
- Rally/HPH[2] (2020-2022)[3]
  - Rally Cycling (2020-2021)
  - Human Powered Health (2022)